# Věra Ferbasová
Věra Ferbasová, provdaná Pálková, (21. září 1913 Sukorady – 4. srpna 1976 Praha) byla česká herečka.

## Život

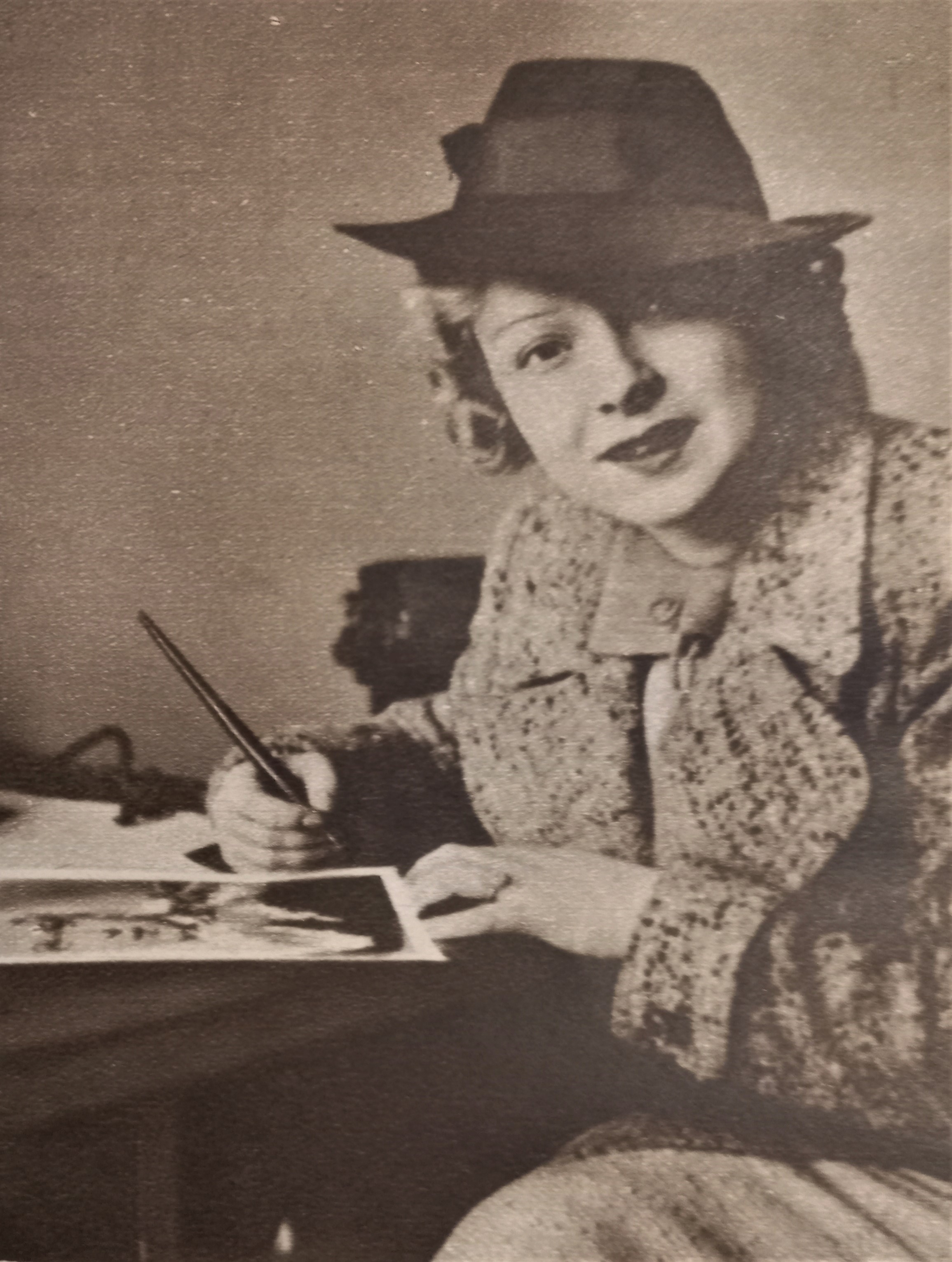
Věra Ferbasová (foto Ahoj 24/1937)

Narodila se v rodině učitele v Sukoradech Otokara Ferbase a jeho manželky Julie; pokřtěna byla Věra Julie. Studovala na gymnáziu v Plzni, ze kterého přestoupila na obchodní akademii. Po maturitě přišla do Prahy.
K profesi herečky se dostala náhodou, když v Divadle Vlasty Buriana, kde pracovala jako sekretářka, musela jednou zaskočit za nemocnou herečku (Anny Ondrákovou). Od roku 1926 do roku 1976 hrála ve více než čtyřiceti filmech, především komediích. Většinu z nich režíroval Vladimír Slavínský. Ve filmu Žena pod křížem (1937) ji představoval hereckého partnera začínají herec Herbert Lom. V roce 1938 si zahrála v jednom z prvních československých sci-fi filmů Roberta Landa Panenka.
V 30. letech 20. století patřila v Československu k nejoblíbenějším komediálním herečkám. Po roce 1942 přerušila hereckou kariéru, aby se vyhnula natáčení německých filmů. Po osvobození se jí však už nepodařilo navázat na předchozí hvězdnou kariéru a spolu se svým manželem byla perzekvována a musela se vystěhovat z Prahy. Od poloviny padesátých let žila ve vilce v Ládví, po smrti manžela dožila v sídlištní garsoniéře. Znovu se začala příležitostně objevovat na plátně v druhé polovině 50. let.
V červenci 1941 se provdala za architekta Josefa Pálku (1892-1973).
Zemřela 3. srpna 1976 v Praze ve věku 62 let. Ve většině pramenů je uveden údaj 4. srpna, který byl vytištěn i na jejím parte. Tam byl přeškrtnut a ručně nadepsáno datum 3. srpna, kdy skutečně zemřela.[zdroj?] . Dokonce i na jejím hrobě stojí datum 4. srpna.
Je pochována na hřbitově v Jičíně.

## Filmografie

### Film
- 1933 V tom domečku pod Emauzy
- 1935 Viktorka
- 1935 Jedna z milionu – role: Stáňa, Bonáskova sestra
- 1936 Uličnice
- 1936 Komediantská princezna
- 1936 Na tý louce zelený
- 1936 Tři muži ve sněhu
- 1936 Sextánka
- 1937 Děvčátko z venkova
- 1937 Falešná kočička
- 1937 Mravnost nade vše
- 1938 Slávko, nedej se!
- 1938 Panenka
- 1938 Vandiny trampoty
- 1938 Andula vyhrála – hlavní role: kuchařka Andula Mráčková
- 1939 Dědečkem proti své vůli
- 1939 Žabec
- 1940 Panna
- 1940 Dceruška k pohledání
- 1941 Provdám svou ženu
- 1942 Zlaté dno
- 1959 Dařbuján a Pandrhola
- 1967 Pension pro svobodné pány
- 1969 Skřivánci na niti
- 1969 Případ pro začínajícího kata
- 1974 Jáchyme, hoď ho do stroje!
- 1975 Čtrnáctý v řadě

### Televize
- 1972 Byli jednou dva písaři (TV seriál)
- 1973 Tetička za všechny peníze (TV mikrokomedie) – role: tetička Helenka Krčková, účetní Kovosvitu v Oužlabicích